# Győri ETO KC
Győri ETO KC – klub piłki ręcznej z Węgier, powstały w 1948 roku z siedzibą w Győr. Klub dzieli się na dwie sekcje: kobiet i mężczyzn. Drużyny występują w najwyższej klasie rozgrywek piłki ręcznej na Węgrzech. Drużyna kobiet występuje pod nazwą Győri Audi ETO KC, a drużyna mężczyzn nosi nazwę GyőrHő ETO FKC

## Sekcja kobiet

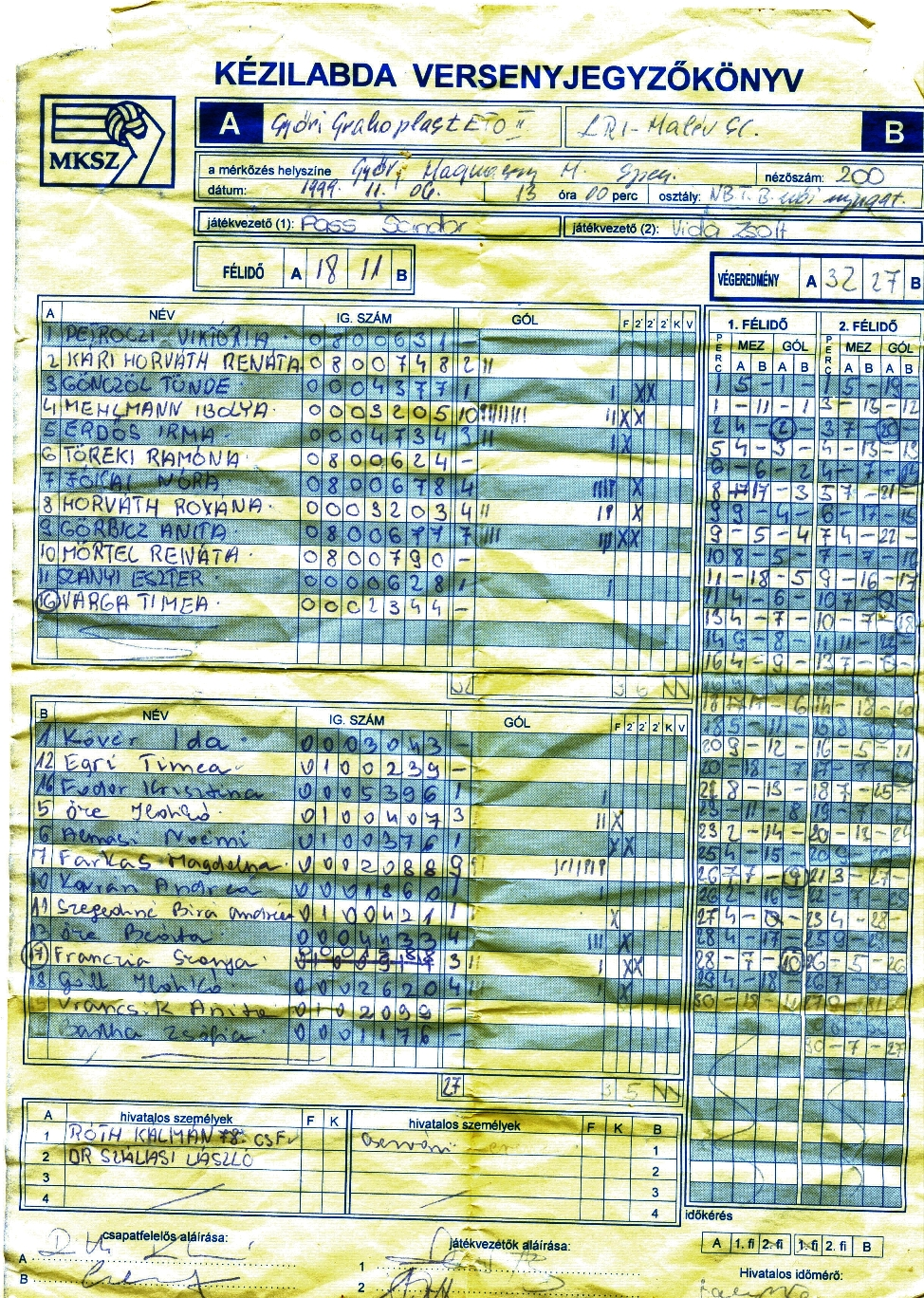
Protokół meczowy jednego ze spotkań kobiecej drużyny z 1999 roku

### Sukcesy

#### Mistrzostwa Węgier
- (18x) 1957, 1959, 2005, 2006, 2008, 2009, 2010, 2011, 2012, 2013, 2014, 2016, 2017, 2018, 2019, 2022, 2023, 2025
- (7x) 1960, 1998, 2000, 2004, 2007, 2015, 2021
- (4x) 1999, 2001, 2002, 2003

#### Puchar Węgier
- (15x) 2005, 2006, 2007, 2008, 2009, 2010, 2011, 2012, 2013, 2014, 2015, 2016, 2018, 2019, 2021

#### Liga Mistrzyń
- (7x) 2013, 2014, 2017, 2018, 2019, 2024, 2025
- (4x) 2009, 2012, 2016, 2022
- (2x) 2021, 2023

#### Puchar EHF
- (4x) 1999, 2002, 2004, 2005

#### Puchar Zdobywców Pucharów
- (1x) 2006

## Zawodniczki

### Kadra 2021/22
| Numer | Zawodniczka          | Kraj             | Pozycja      | Rok urodzenia |
| ----- | -------------------- | ---------------- | ------------ | ------------- |
| 1     | Laura Glauser        | Francja          | bramkarz     | 1993          |
| 5     | Linn Blohm           | Szwecja          | obrotowa     | 1992          |
| 6     | Nadine Schatzl       | Węgry            | skrzydłowa   | 1993          |
| 7     | Kari Brattset        | Norwegia         | obrotowa     | 1991          |
| 8     | Anne Mette Hansen    | Dania            | rozgrywająca | 1994          |
| 11    | Ryu Eun-hee          | Korea Południowa | rozgrywająca | 1990          |
| 12    | Amandine Leynaud     | Francja          | bramkarz     | 1986          |
| 15    | Stine Bredal Oftedal | Norwegia         | rozgrywająca | 1991          |
| 16    | Silje Solberg        | Norwegia         | bramkarz     | 1990          |
| 21    | Veronica Kristiansen | Norwegia         | rozgrywająca | 1990          |
| 22    | Viktória Lukács      | Węgry            | skrzydłowa   | 1995          |
| 23    | Csenge Fodor         | Węgry            | skrzydłowa   | 1999          |
| 27    | Estelle Nze Minko    | Francja          | rozgrywająca | 1991          |
| 45    | Noémi Háfra          | Węgry            | rozgrywająca | 1998          |
| 48    | Dorottya Faluvégi    | Węgry            | skrzydłowa   | 1998          |
| 77    | Crina Pintea         | Rumunia          | obrotowa     | 1990          |
| 80    | Jelena Despotović    | Czarnogóra       | rozgrywająca | 1994          |

## Sekcja mężczyzn

### Sukcesy

#### Mistrzostwa Węgier
- (3x) 1988, 1989, 1990

#### Puchar Węgier
- (4x) 1973, 1985, 1986, 1987

#### Puchar EHF
- (1x) 1986